# Autoserica badia
Autoserica badia är en skalbaggsart som beskrevs av Brenske 1902. Autoserica badia ingår i släktet Autoserica och familjen Melolonthidae. Inga underarter finns listade.